# Enzo Pulcrano
Enzo Pulcrano, all'anagrafe Vincenzo Pulcrano (Acerra, 21 maggio 1943 – Roma, 28 febbraio 1992), è stato un attore e pugile italiano.

## Biografia
Dopo una discreta carriera pugilistica che andò dal 1965 al 1975, con un curriculum nei pesi welter e medi di 23 incontri, di cui 20 vinti (8 prima del limite), 1 perso (ai punti) e 2 pareggiati, Pulcrano si dedicò dal 1976 esclusivamente al cinema, dove però chiuse la sua carriera cinematografica già nel 1979.
Tra le sue partecipazioni più importanti, quella nel film Squadra antifurto (1976) di Bruno Corbucci, in cui interpretò la parte di Salvatore Trapanese. Nel 1978 lavorò di nuovo con Bruno Corbucci per la realizzazione del film Squadra antimafia, dove interpretò la parte di Masino. Ricoprì ruoli di secondo piano anche in molti altri film di genere, come I padroni della città (1976) di Fernando Di Leo, ma ebbe anche un paio di ruoli da protagonista: prima in A pugni nudi del 1974 (film che scrisse, insieme a Luciano Brega) e quindi ne La banda Vallanzasca, poliziottesco del 1977.
Morì a Roma il 28 febbraio 1992 nel corso di un'operazione chirurgica al cuore per avvelenamento da alcol e droga. Riposa al cimitero Flaminio di Roma.

## Filmografia

### Cinema
- Giù le mani... carogna! (Django Story), regia di Demofilo Fidani (1971)
- Giù la testa... hombre!, regia di Demofilo Fidani (1971)
- Rimase uno solo e fu la morte per tutti, regia di Edward G. Muller (1971)
- Black Killer, regia di Carlo Croccolo (1971)
- Il magnifico west, regia di Gianni Crea (1972)
- I racconti di Canterbury N. 2, regia di Lucio Dandolo (1972)
- Decameron nº 2 - Le altre novelle del Boccaccio, regia di Mino Guerrini (1972)
- Decameron nº 4 - Le belle novelle del Boccaccio, regia di Paolo Bianchini (1972)
- A.A.A. Massaggiatrice bella presenza offresi..., regia di Demofilo Fidani (1972)
- Scansati... a Trinità arriva Eldorado, regia di Joe D'Amato (1972)
- Un Bounty killer a Trinità, regia di Joe D'Amato (1972)
- Le favolose notti d'oriente, regia di Mino Guerrini (1973)
- La legge della Camorra, regia di Demofilo Fidani (1973)
- Amico mio, frega tu... che frego io!, regia di Demofilo Fidani (1973)
- Novelle licenziose di vergini vogliose, regia di Joe D'Amato (1973)
- La mafia mi fa un baffo, regia di Riccardo Garrone (1974)
- A pugni nudi, regia di Marcello Zeani (1974)
- Quant'è bella la Bernarda, tutta nera, tutta calda, regia di Lucio Dandolo (1975)
- La commessa, regia di Riccardo Garrone (1975)
- La Bolognese, regia di Alfredo Rizzo (1975)
- La città sconvolta: caccia spietata ai rapitori, regia di Fernando Di Leo (1975)
- Uomini si nasce poliziotti si muore, regia di Ruggero Deodato (1976)
- Squadra antifurto, regia di Bruno Corbucci (1976)
- I padroni della città, regia di Fernando Di Leo (1976)
- La banda Vallanzasca, regia di Mario Bianchi (1977)
- Squadra antimafia, regia di Bruno Corbucci (1977)
- Assassinio sul Tevere, regia di Bruno Corbucci (1979)
- Cameriere senza... malizia, regia di Lorenzo Onorati (1979)
- Corri, seguimi, vienimi dietro, regia di Lorenzo Onorati (1981)
- Ricomincio da zero, regia di Lello Pontecorvo (1982)

### Televisione
- Kamikaze, regia di Bruno Corbucci – film TV (1986)